# Anoura luismanueli
Anoura luismanueli је врста слепог миша из породице љиљака-вампира (Phyllostomidae).

## Распрострањење
Врста је присутна у следећим државама: Венецуела и Колумбија.

## Станиште
Станишта врсте су шуме и планине од 1.100 до 2.300 метара надморске висине.

## Угроженост
Ова врста је наведена као последња брига, јер има широко распрострањење и честа је врста.